# Cigaritis dueldueli
Cigaritis dueldueli är en fjärilsart som beskrevs av Pfeiffer 1932. Cigaritis dueldueli ingår i släktet Cigaritis och familjen juvelvingar. Inga underarter finns listade i Catalogue of Life.